# Ипотечен кредит
Ипотечен кредит - това е вид кредит, който е гарантиран (обезпечен) с недвижим имот. Срещат се основно два вида такива кредити обезпечени с имот.
- Ипотечен - като обезпечение се предлага имот, който е различен от този, който се закупува.
- Жилищен - като обезпечение се приема имота, който се закупува и обикновено това е жилище.

И върху двата вида кредит се учредява ипотека. Тя представлява ограничено вещно право върху определен недвижим имот, което се учредява с цел обезпечаване на определено вземане. Ипотеките се разделят на два вида – договорни и законови.
Договорна ипотека представлява договор между кредитора и длъжника. Възниква по друг договор, от който възниква вземане, което трябва да бъде обезпечено. Обичайно такъв договор е за покупка на имот. Договорната ипотека се сключва в нотариална форма, за разлика от законовата ипотека.
Законова ипотека се сключва без участието на нотариус в определени от закона случаи. Нотариалният акт не е основа, върху която се учредява законовата ипотека. Такава ипотека, например, може да бъде учредена в полза на банката-кредитор само въз основа на договора за кредит.

### Правна рамка
В Българското законодателство, ипотеките са уредени в ЗКНИП, който урежда изискванията за предоставяне на кредити за недвижими имоти на потребители, условията и реда за регистрация на кредитните посредници и контрола върху тях. Законови регулации за финансовия инструмент могат да бъдат намерени и в ЗЗД (Закон за задълженията и договорите), раздели „Залог и ипотека“ и „Ипотека“, в ЗКИР (Закон за кадастъра и имотния регистър), в ГПК (Граждански процесуален кодекс), чл. 501ж, в ТЗ (Търговски закон), в ЗПК (Закон за потребителския кредит).
По смисъла на Закона за кредитите на недвижимите имоти на потребителите (ЗКНИП), финансовият инструмент се обезпечава с ипотека или друго сравнимо обезпечение върху недвижим имот, и кредити, чиято цел е придобиване и запазване на вещно право върху недвижим имот (чл. 1, ал. 2, Закон за кредитите на недвижимите имоти на потребителите).

## Основи на ипотечното кредитиране
Ипотечното кредитиране е основният механизъм, използван в много страни за финансиране на частната собственост върху жилищни и търговски имоти.
Ипотечните заеми обикновено са структурирани като дългосрочни заеми, чиито периодични плащания са подобни на анюитет и се изчисляват според формулите за времевата стойност на парите. Най-основната схема изисква фиксирано месечно плащане за период от десет до тридесет години, в зависимост от местните условия. През този период главницата на заема (първоначалният заем) ще бъде постепенно изплатена чрез амортизация. На практика са възможни много варианти, които са разпространени в целия свят и във всяка страна. 
Заемодателите отпускат средства срещу собственост, за да получат лихвен доход, и обикновено сами заемат средствата.

### Подписване на ипотечни кредити
По време на процеса на одобрение на ипотечен кредит застрахователят проверява предоставената от кандидата финансова информация относно доходите, заетостта, кредитната история и стойността на жилището, което ще бъде закупено, като оценява. Може да се поръча оценка. Процесът на подписване може да отнеме от няколко дни до няколко седмици. Понякога процесът на гарантиране отнема толкова много време, че представените финансови отчети трябва да бъдат подадени отново, за да бъдат актуализирани. Препоръчително е да запазите предишната си работа и да не ползвате или откривате нови кредити по време на процеса на подписване. Всяка промяна в кредитната, трудовата или финансовата информация на кандидата може да доведе до отказ на кредит.